# Гоняный, Анатолий Павлович
Анатолий Павлович Гоняный (род. 7 мая 1954) — советский украинский регбист, выступавший на позициях флай-хава (номер 10) и фулбэка (номер 15), мастер спорта СССР, мастер спорта СССР международного класса. Известен по выступлениям за киевский «Авиатор» и сборную СССР. Чемпион СССР 1978 года, неоднократный призёр чемпионатов СССР, четырёхкратный призёр чемпионатов Европы, обладатель трёх Кубков СССР. Лучший бомбардир чемпионата СССР 1983 года (180 очков, вместе с Алексеем Бугровым из московского «Локомотива»). Один из выдающихся регбистов в истории Украины.

## Ранние годы
Родился 7 мая 1954 года в селе Гребенка под Киевом. Его отец работал на испытательной станции сельхозтехники, после переезда в Киев устроился работать в Институт сахарной свёклы. Мать трудилась в колхозе, позже устроилась работать в тот же институт в химической лаборатории, а затем ушла в инкассацию; награждена орденом Ленина. Семья перебралась в Киев, когда Анатолий учился в 7-м классе школы; образование продолжил в киевской школе № 144. Занимался парной акробатикой и лёгкой атлетикой, выступая на школьных соревнованиях.
Изначально Анатолий решил идти в футбольную школу киевского «Динамо», однако, по его словам, команда его ровесников к тому моменту уже тренировалась три года. Некоторое время он играл в матчах городского первенства и республиканских соревнований, причём с ним параллельно тренировался в это же время Олег Блохин. Однако на всесоюзные соревнования Гоняный не попал: тренер «динамовцев» Анатолий Молотай называл его «маленьким и щуплым», из-за чего парень ушёл из футбольной школы, занявшись баскетболом. В дальнейшем он поступил в Киевский институт физкультуры, где играл в баскетбол и учился на волейбольного тренера. Во время учёбы он впервые познакомился с регби, узнав о нём от Виктора Иншакова, также обучавшегося на волейбольного тренера.

## Игровая карьера

### 1970-е годы
Во время прохождения практики в пионерском лагере на Трухановом острове Гоняный встретился с Виктором Руденко, выступавшим за регбийный «Авангард»: тот привлёк Гоняного и его друга Сергея Гугуева к регбийным тренировкам. Свой первый матч он провёл в 1974 году против киевского «Спартака», известного тогда под названием КИИГА и ставшего серебряным призёром чемпионата СССР. В той встрече Гоняный занёс свою первую попытку с передачи Станислава Дасюка: в команду он попал в последний момент, поскольку в заявке оказалось всего 13 человек. Осенью того же года он стал серебряным призёром первенства ЦС ДСО Украины «Авангард» (на первенстве во Львове победу одержал местный «Строитель»), а также сыграл в молодёжном первенстве СССР в Сухуми, после чего тренер КИИГА Виталий Кузьмиченко пригласил Гоняного и Гугуева в команду на зимний сбор в Яремче. В команде Гоняный дебютировал на следующий год, попав в список 30 лучших игроков чемпионата СССР (в тройку фулбэков).
В 1975 году Анатолий Гоняный и Владимир Бобров были вызваны в молодёжную сборную СССР на международный турнир на призы газеты «Социндустрия». Молодёжная сборная СССР выиграла турнир, сыграв вничью с основной сборной (6:6), обыграв сверстников из Румынии (9:3), Чехословакии (29:12) и Польши (6:3), но выйдя на первое место только благодаря победе Польши над основной сборной СССР (21:15). Сам Гоняный набрал 25 очков в гонке бомбардиров, заняв 2-е место и забив штрафной в матче против основной сборной СССР. Его дебют в чемпионате СССР состоялся в том же году в игре против «Славы»: по ходу матча травму получил Владимир Бобров, и тренер команды Геннадий Петренко выпустил Гоняного, однако тот, по своему мнению, провёл матч крайне слабо. Некоторое время Гоняный и Бобров выступали на позиции фулбэка, однако позже Бобров стал играть «десятку», а Гоняный стал основным фулбэком киевской команды.
В 1976 году Гоняный набрал 53 очка в матчах чемпионата СССР, заняв 7-е место в гонке бомбардиров, и снова попал в список лучших регбистов страны. В 1977 году он уже вышел на второе место со 119 очками в активе (первое место занял Михаил Граждан со 179 очками), попав в третий раз в список лучших регбистов СССР, и был оформлен уже как играющий тренер киевской команды, поскольку имел физкультурное образование. В том же году на турнире «Социалистическая индустрия» со сборной СССР он занял 3-е место, набрав 44 очка.
В 1978 году он завоевал с киевлянами свой первый и единственный титул чемпиона СССР, заняв 2-е место в гонке бомбардиров со 116 очками в активе, и снова попал в список лучших игроков чемпионата СССР. В заключительном туре его команда взяла верх над московскими «Филями» со счётом 10:0: Гоняный открыл счёт уже на 8-й минуте, а за две минуты до перерыва при счёте 7:0 снова точно пробил со штрафного. В том же году в составе сборной СССР он успешно выступил в группе B чемпионата Европы, сумев выйти в группу A. 7 мая в Харькове, в свой день рождения он набрал 26 очков в матче против Германии, а сборная СССР победила со счётом 64:9, а в двухматчевом противостоянии против Югославии советская команда выиграла обе встречи, выйдя в группу A. В первом матче, прошедшем 14 мая в Сараево, была одержана победа 18:3, а Гоняный забил один штрафной. Во втором матче, прошедшем в Травнике 16 мая, была одержана победа 16:6, и Гоняный набрал во встрече 9 очков, занеся попытку (счёт 4:0), пробив реализацию (счёт 6:0) и забив со штрафного (счёт 13:0). 11 ноября того же года Гоняный участвовал в матче в Тулузе против сборной Франции по регби, которая играла вторым составом, частично усиленным французскими игроками с опытом выступления в Кубке пяти наций. Сборная СССР уступила французам со счётом 7:29, а Гоняный занёс попытку и реализовал штрафной.
В 1979 году «Авиатор» занял 6-е место в чемпионате СССР из-за смены поколений. В то же время 10 ноября 1979 года в Житомире «Авиатор» выиграл Кубок СССР, обыграв команду КПИ со счётом 24:0, а Анатолий Гоняный наряду с Сергеем Стасем и Александром Тимашовым были признаны лучшими игроками в составе победителей; в том же году он занял 5-е место в гонке бомбардиров чемпионата СССР с 60 очками и в пятый раз попал в список лучших регбистов страны. В рамках чемпионата Европы 1979/1980 Гоняный отметился успехами в составе сборной СССР: 28 октября 1979 года в игре против Италии на стадионе «Фили» при температуре -8°C на заснеженном поле он отметился забитым штрафным и реализацией (попытку занёс Александр Тихонов), что помогло советской сборной победить 9:0, а 25 ноября того же года советская команда победила марроканцев со счётом 11:3 в гостях в Касабланке (в первом тайме Гоняный забил штрафной, набрав единственные в том тайме очки). В том же году в Харькове 6 мая советская команда проиграла Румынии 9:15, причём только при счёте 0:15 и именно Гоняный сумел «размочить» счёт.

### 1980-е годы
В 1980 году «Авиатор» снова финишировал шестым в чемпионате СССР, а Гоняный набрал 61 очко в матчах чемпионата и в шестой раз оказался в списке 30 сильнейших регбистов СССР; в том же году 18 мая в Москве в игре против второй сборной Франции при счёте 14:0 в пользу французов именно Гоняный помог советской команде размочить счёт, забив штрафной. Матч завершился победой французов 18:7, но второй тайм был выигран советской сборной со счётом 7:4, чего прежде не случалось в личных встречах двух команд. В 1981 году «Авиатор» стал серебряным призёром чемпионата СССР, а Гоняный занял 7-е место в рейтинге бомбардиров с 79 очками. В 1982 году «Авиатор» стал бронзовым призёром чемпионата СССР, а также выиграл Кубок СССР, обыграв в Кутаиси в финале команду ВВА со счётом 9:3; Гоняный получил Кубок СССР как капитан команды.
В 1983 году Гоняный, несмотря на итоговое 5-е место в чемпионате, разделил приз лучшего бомбардира чемпионата СССР вместе с игроком «Локомотива» Алексеем Бугровым (оба набрали по 180 очков), а в 1984 году стал бронзовым призёром чемпионата СССР и завоевал Кубок СССР (в финале была обыграна «Слава» со счётом 15:9, а Гоняный забил дроп-гол на 74-й минуте). В 1985 году Гоняный завоевал серебряные медали чемпионата Европы (трофея ФИРА) в составе сборной СССР: в игре против Румынии 31 мая его сборная одержала победу 14:6, а Гоняный при счёте 0:4 в пользу румын занёс попытку, положившую начало камбэку советской команды.
В 1986 году Гоняный с «Авиатором» занял 5-е место в чемпионате СССР, а в Кубке СССР уступил в полуфинале московскому «Локомотиву» 6:9, хотя в том матче забил дроп-гол на 32-й минуте. В сборной СССР он сыграл три матча в рамках чемпионатов Европы: против второй сборной Франции 8 мая (поражение 7:14), против Португалии 17 мая (победа 29:3) и снова против второй сборной Франции 1 ноября (победа 15:9). Также он принял участие в турне сборной СССР по Зимбабве, проведя два тестовых матча против национальной сборной Зимбабве. В последующие годы Гоняный не привлекался в сборную СССР.
В 1987 году Гоняный снова стал бронзовым призёром чемпионата СССР, набрав 56 очков в матчах регулярного первенства (5 попыток, 3 реализации, 7 штрафных, 3 дроп-гола). В 1988 году его клуб занял 7-е место на первом этапе чемпионата СССР, а на втором этапе, в ходе которого разыгрывались медали, не преодолел групповой этап и не вышел даже в полуфинальную стадию: итогом стало 8-е место. В 1989 году Гоняный стал лучшим снайпером клуба, набрав 118 очков в регулярном чемпионате (3 попытки, 14 реализаций, 23 штрафных, 3 дроп-гола). В то же время на первом этапе его клуб занял 8-е место, а на втором этапе, когда решалась судьба медалей, не прошёл групповую стадию и финишировал по итогу на 7-м месте. В Кубке СССР он дошёл с командой до четвертьфинала против «Славы»: основное время матча завершилось со счётом 12:12, а в овертайме «часовщики» победили киевлян 25:15; в том матче Гоняный отметился одной реализацией и двумя штрафными. В том же году 19 октября в составе клуба Гоняный сыграл против сборной Самоа в товарищеском матче и благодаря двум реализациям и пяти штрафным принёс киевлянам победу 31:16 над самоанцами.

### Выступления за границей
В 1990 году «Авиатор» снова выиграл бронзовые медали чемпионата СССР не без помощи Гоняного, набиравшего очки в матчах. В том же году в рамках «Недели Киева» киевский «Авиатор» отправился в Тулузу, побратимом которой и стал Киев. Команда провела два товарищеских матча: в первой встрече против местного клуба ТОЭК киевляне одержали крупную победу, а Гоняный при этом набрал много очков. Второй матч прошёл против клуба «Сен-Сюльпис-сюр-Лез», который был усилен игроками «Тулузы», и киевляне снова победили. После матча президент клуба ТОЭК пригласил Анатолия Гоняного и Сергея Фещенко играть за команду. Оба согласились, однако команда не одерживала ни единой победы, поскольку носила любительский статус: президент клуба уверял Гоняного, что игроки стремятся больше получить удовольствие от игры и расслабиться, а не думать о соревнованиях. В итоге команда вылетела в низший дивизион, а оба игрока вернулись в Киев.
Последний сезон в 1991 году в чемпионате СССР Гоняный также отыграл за киевский «Авиатор», но вскоре уехал снова во Францию, перейдя в клуб «Вильфранш» и проведя там два сезона (в том числе второй сезон как играющий тренер). Тогда же он завершил игровую карьеру, отказавшись от возможности работать главным тренером команды. В дальнейшем устроился работать торговым представителем в компанию «Bianchini», которая занимается продажей цветов (его пригласил Лоран Бьянкини, который некогда играл в команде «Вилльфранш»). В компании Гоняный стал ответственным за логистику, поскольку Bianchini не использовала свой автопарк, а обращалась к разным транспортным компаниям.

## Стиль игры
Имея не самые подходящие для регби параметры в виде роста 179 см и веса 76 кг, Анатолий Гоняный сумел стать мастером исполнения штрафных ударов как в клубе «Авиатор», так и в сборной СССР. В этом ему помогли определённая подготовка в акробатике со школьных времён и опыт игры в футбол. В течение двух лет тренировок по баскетболу он вырос на 25 см, набрав достаточную силу для игры в регби; в играх он был способен остановить форварда ВВА и сборной СССР Александра Тихонова, бросаясь ему в ноги по-вратарски, а сам мог уклоняться легко от захватов. Хотя на тестировании он не мог пробежать 3000 метров и сходил с дистанции, в матчах на поле он показывал себя на голову выше многих защитников.
Гоняный отлично умел раздавать точные пасы, делая это с тактическим расчётом: в частности, он мог двигаться с мячом в одну сторону, а в случае, если пройти между двух соперников было невозможно, он разворачивался на 180 градусов и давал пас совершенно в другом направлении на свободного партнёра, который мог беспрепятственно занести попытку. Используя приёмы борьбы и свои навыки игры с мячом, он стал отличным бьющим, забивая голы с расстояния более чем 50 метров. При исполнении штрафного или реализации он, как правило, бил с земли пыром, стоя за мячом (подобный удар назывался «ракета»).
Его талант бьющего был обусловлен на первых порах и особыми бутсами, которые изготавливал ему на заказ киевский сапожник по имени Борис, шивший их для футбольного «Динамо». Сапожник снимал слепки со стоп, а в носовую часть вставлял прямоугольную металлическую пластинку, которая помогала и Владимиру Боброву, и Анатолию Гоняному при ударах. Позже Гоняный перешёл на заводскую обувь, однако его удары с 40 и 50 метров оставались всё равно мощными и точными. Он играл в обуви от Adidas, первую пару которого ему привёз Георгий Джангирян, начальник киевского «Авиатора». В открытой игре Гоняный исполнял продуманные и точные удары ногой с любого расстояния, если у него было достаточно времени для удара. В этом плане его сравнивали с такими игроками, как Олег Слюсарь, Игорь Миронов, Алексей Бугров и Григорий Дрожжин.

## Личная жизнь
Первая жена — Любовь, проживает в Киеве, от этого брака есть дочь Юлия (выпускница Института международных отношений, проживала некоторое время во Франции, вернулась в Киев). Внуки — Марк и Маргарита (дети Юлии). После развода 10 лет жил холостяком, позже женился на уроженке Перпиньяна по имени Патриция, которая была клиенткой компании «Bianchini», а позже продала свой бизнес и стала работать няней. Сын — Димитрий, увлекается игрой на фортепиано.

## Достижения

### Клубные
Чемпионат СССР
- Чемпион: 1978[10]
- Серебряный призёр: 1974[16], 1975[8], 1981[18]
- Бронзовый призёр: 1976[3], 1982[19], 1984[4], 1987[5], 1990[25]

Кубок СССР
- Обладатель (3 раза): 1979[15], 1982[19], 1984[4]

### В сборной
Чемпионат Европы по регби
- Серебряный призёр: 1984/1985[21]
- Бронзовый призёр (3 раза)[16]: 1979/1980[15][17], 1980/1981[17][18], 1982/1983[19][20]

### Личные
- В списке 30 лучших игроков СССР: 1975[8], 1976[3], 1977[9], 1978[10], 1979[15], 1980[17]
- Лучший бомбардир чемпионата СССР: 1983 (180 очков, вместе с Алексеем Бугровым)[20]